# 이거긴가락박쥐
이거긴가락박쥐(Miniopterus egeri)는 긴가락박쥐과에 속하는 박쥐의 일종이다. 마다가스카르섬의 토착 종이다.

## 특징
이거긴가락박쥐는 작은 크기의 박쥐로 전체 몸길이는 89mm와 95mm 사이이다. 앞팔 길이는 37~40mm이고, 꼬리 길이는 40~44 mm, 발 길이는 5~7mm이다. 귀 길이는 10~11mm, 몸무게는 최대 7.6g 정도이다.